# Мокрів
Мо́крів — пасажирська зупинна залізнична платформа Рівненської дирекції Львівської залізниці.
Розташована поблизу сіл Мокре та Костянець Дубенського району Рівненської області на лінії Здолбунів — Красне між станціями Озеряни (7,5 км) та Дубно (14,5 км).
Станом на вересень 2017 р. на платформі зупиняються приміські поїзди.